# Bolszoj Istok (obwód wołogodzki)
Bolszoj Istok (ros. Большой Исток) – wieś w Rosji, w rejonie czerepowieckim obwodu wołogodzkiego. W 2010 liczyła 30 mieszkańców.